# 蝉堰
蝉堰（せみぜき）は、宮城県北部の大崎地方、加美郡加美町にある農業用水道である。

## 概要
鳴瀬川に取水部を構え、隧道（トンネル）による導水部分約1kmとそれ以外の開水路約7kmからなり、大崎平野を潤して土手川に注ぐ。
蝉堰の開削は17世紀中ごろで、大崎周辺を治めていた石母田氏の指示により、万治3年（1660年）から約10年をかけ、海老田新蔵人良安を現場責任者とし、桧野二郎右衛門（肝入）・佐藤惣兵衛（検断）らによって造られた。
当時まだ開発が進んでいなかった大崎平野は、鳴瀬川から標高60メートルの大地「台の原」を越したこの水道により新田開発が進み、永頼時代には6,500石となる石母田氏の知行高のうち、約40%を宮崎村と隣村で生産するまでになった。

## 人柱
台の原丘陵の通水は難工事で、現在と異なる場所から通水を試みたが、隧道の崩壊が激しく、失敗に終わった。その後、今の場所から水路と隧道を掘り進めたが、これも水が台の原を越えることはできなかった。そこで、当時13歳だった新蔵人の次男喜七郎を人柱にたて、通水を祈願したところ、豪雨となり、その勢いで水は台の原を越えていったと言われる。現在、舌状台地の先端に喜七郎を祭った「縁切り地蔵尊」がある。この地蔵尊は贅沢を遠慮するようにと「遠慮地蔵」、また若くして死んだ喜七郎の霊前を婚礼の行列が通れば縁が切れるということから「縁切り地蔵」とも呼ばれている。